# Franco Brusati
Franco Brusati (* 4. August 1922 in Mailand; † 28. Februar 1993 in Rom) war ein italienischer Dramatiker, Drehbuchautor und Filmregisseur.

## Leben
Brusati schloss sein Studium in Rechtswissenschaften und Politikwissenschaft ab und arbeitete zunächst als Journalist; nach seiner Übersiedlung nach Rom begann er mit der Arbeit für den Film, zunächst als Autor und Assistent für Renato Castellani. Neben zahlreichen Drehbüchern bis zum Jahr 1968, die er für bedeutende Regisseure wie Roberto Rossellini, Luciano Emmer, Alberto Lattuada oder Franco Zeffirelli schrieb, drehte er seit 1955 mehrere Filme auch in eigener Inszenierung. Der von der Kritik oftmals hochgeschätzte, sich einer Einordnung entziehende Brusati arbeitete auch für das Theater.
Sein Film Brot und Schokolade gewann den Silbernen Bären bei der Berlinale 1974 und einen David di Donatello sowie das Nastro d’Argento; bereits 1970 hatte I tulipani di Haarlem die Goldene Palme in Cannes erhalten.

## Filmografie (Auswahl)

### Drehbuch
- 1950: Einer war zuviel (Atto di accusa)
- 1950: Ein Sonntag im August (Domenica d’agosto)
- 1951: Anna
- 1952: Die Helden des Sonntags (Gli eroi della domenica)
- 1954: Die Fahrten des Odysseus (Ulisse)
- 1968: Romeo und Julia (Romeo e Giulietta)

### Stücke (Auswahl)
- 1984: Die Frau auf dem Bett (La donna sul letto)
- 1987: Conversazione galante

### Regie
- 1962: Verwirrung (Il disordine)
- 1968: Das Mädchen, das nicht ja sagen konnte (Tenderly)
- 1970: I tulipani di Haarlem
- 1973: Brot und Schokolade (Pane e cioccolata)
- 1979: Vergiß Venedig (Dimenticare Venezia)
- 1988: Mein lüsterner Onkel (Lo zio indegno)